# William Disney
William Dale „Bill” Disney (ur. 3 kwietnia 1932 w Topeka, zm. 22 kwietnia 2009 w Lake Havasu City) – amerykański łyżwiarz szybki, srebrny medalista olimpijski.

## Kariera
Największy sukces w karierze Bill Disney osiągnął podczas igrzysk olimpijskich w Squaw Valley w 1960 roku, gdzie zdobył srebrny medal w biegu na 500 m. W zawodach tych wyprzedził go jedynie Jewgienij Griszyn z ZSRR, a trzecie miejsce zajął inny radziecki łyżwiarz Rafael Gracz. Na rozgrywanych cztery lata później igrzyskach w Innsbrucku Disney w tej samej konkurencji był ósmy. Nigdy nie zdobył medalu na mistrzostwach świata. Równocześnie uprawiał kolarstwo torowe.
Jego brat Jack Disney był kolarzem.